# Елизовский сельсовет (Могилёвская область)
Елизовский сельсовет (бел. Ялі́заўскі сельсавет) — административно-территориальная единица на территории Осиповичского района Могилёвской области Белоруссии. Административная центр — рабочий посёлок Елизово.

## История
Образован 23 ноября 2013 года в границах территорий, относящихся к елизовским поселковому Совету депутатов и поселковому исполнительному комитету Осиповичского района Могилёвской области, с включением в его состав территории рабочего посёлка Елизово.

## Состав
- Елизово — рабочий посёлок

## Население
- 2009 год — 2 672 человек (перепись населения)
- 2019 год — 2 144 человек (перепись населения)